# Château Frankopan
Le château Frankopan a été édifié par la famille Frankopan, une famille noble dans la ville de Krk en Croatie.

## Historique
Après la mort du premier duc Dujam, ses fils continuent de régner sur la ville et l'île de Krk. Ils laissent alors les premières traces architecturales dans la ville. La plus ancienne partie des fortifications est la tour carrée dans laquelle se trouvait le tribunal des Frankopan. L'inscription sur l'entrée indique qu'elle a été construite en 1191, à l'époque de l'évêque Jean et des ducs Vitus et Bartula.
La tour ronde sur le coin nord a été construite après la carrée, probablement au XIIIe siècle. Elle a été restaurée en 1480 et vers 1600.

## Source
- (en) Cet article est partiellement ou en totalité issu de l’article de Wikipédia en anglais intitulé « Frankopan Castle » (voir la liste des auteurs).